# Dimitrie Cantemir (Vaslui)
Dimitrie Cantemir es una comuna ubicada en el distrito de Vaslui, Rumania.

## Superficie
Posee una superficie de 91,05 kilómetros cuadrados.

## Demografía
Hasta 2021 la población era de 2198 habitantes, con una densidad de población de 24,14 habitantes por kilómetro cuadrado.